# Pedra Alta
Nota: Se procuras por outros significados, consulte Pedra Alta (Araci)
Pedra Alta é uma elevação portuguesa localizada no concelho de Santa Cruz das Flores, ilha das Flores, arquipélago dos Açores.
Este acidente geológico tem o seu ponto mais elevado a 363 metros de altitude acima do nível do mar e encontra-se entre a Ribeira do Moinho e a Ribeira dos Ilhéus, próximo da localidade de Ponta Delgada.
Do cimo desta elevação é possível ver a ilha do Corvo No horizonte. Ao seu sopé encontra-se o Vale da Fazenda, onde se destaca no património construído a igreja "plantada" no cimo de uma pequena colina, e o casario que se encontra alinhado ao longo da paisagem viçosa, que desponta entre as ribeiras no fundo do vale. Próximo da Pedra Alta encontra-se o Morro do Franciscão, o Vigia da Rocha Negra. Majestoso, perdido na distância, ergue-se o Pico da Sé, que pode ser considerado uma catedral de basalto.